# Stranice (Pljevlja)
Pour les articles homonymes, voir Stranice.
Stranice (en serbe cyrillique : Странице) est un village du nord du Monténégro, dans la municipalité de Pljevlja. Au rencensement de 2003, il ne comptait plus aucun habitant.

## Démographie

### Évolution historique de la population
| 1948 | 1953 | 1961 | 1971 | 1981 | 1991 | 2003 |
| ---- | ---- | ---- | ---- | ---- | ---- | ---- |
| 79   | 83   | 92   | 74   | 37   | 24   | 0    |